# Unione Sportiva Lucchese Libertas 1979-1980
Questa pagina raccoglie le informazioni riguardanti l'Unione Sportiva Lucchese Libertas nelle competizioni ufficiali della stagione 1979-1980.

## Rosa
| N. |                   | Ruolo | Calciatore           |
| -- | ----------------- | ----- | -------------------- |
|    | Italia (bandiera) | C     | Paolo Benedetti      |
|    | Italia (bandiera) | D     | Marcello Bernardini  |
|    | Italia (bandiera) | C     | Francesco Bertolucci |
|    | Italia (bandiera) | C     | Bruno Ciardelli      |
|    | Italia (bandiera) | D     | Francesco D'Arrigo   |
|    | Italia (bandiera) | C     | Paolo Donati         |
|    | Italia (bandiera) | A     | Roberto Fazzi        |
|    | Italia (bandiera) | D     | Franco Frattali      |
|    | Italia (bandiera) | A     | Fausto Garcea        |
|    | Italia (bandiera) | P     | Lionello Geminiani   |

| N. |                   | Ruolo | Calciatore       |
| -- | ----------------- | ----- | ---------------- |
|    | Italia (bandiera) | A     | Elio Grassi      |
|    | Italia (bandiera) | D     | Maurizio Londi   |
|    | Italia (bandiera) | C     | Massimo Lupi     |
|    | Italia (bandiera) | D     | Massimo Morgia   |
|    | Italia (bandiera) | D     | Lucio Nobile     |
|    | Italia (bandiera) | A     | Giuseppe Novelli |
|    | Italia (bandiera) | C     | Leopoldo Pardini |
|    | Italia (bandiera) | D     | Francesco Rollo  |
|    | Italia (bandiera) | C     | Luciano Sacchi   |
|    | Italia (bandiera) | P     | Divo Vannucci    |

## Risultati

### Campionato

#### Girone di andata
| 30 settembre 1979 1ª giornata | Spezia | 0 – 0 | Lucchese |  |

| 7 ottobre 1979 2ª giornata | Lucchese | 5 – 0 | Montecatini |  |

| 14 ottobre 1979 3ª giornata | Cerretese | 0 – 0 | Lucchese |  |

| 21 ottobre 1979 4ª giornata | Lucchese | 1 – 1 | Sansepolcro |  |

| 28 ottobre 1979 5ª giornata | Grosseto | 1 – 1 | Lucchese |  |

| 4 novembre 1979 6ª giornata | Lucchese | 1 – 0 | Pavia |  |

| 11 novembre 1979 7ª giornata | Lucchese | 0 – 1 | Rondinella |  |

| 18 novembre 1979 8ª giornata | Sangiovannese | 1 – 1 | Lucchese |  |

| 25 novembre 1979 9ª giornata | Lucchese | 1 – 1 | Carrarese |  |

| 2 dicembre 1979 10ª giornata | Albese | 0 – 1 | Lucchese |  |

| 9 dicembre 1979 11ª giornata | Lucchese | 4 – 1 | Derthona |  |

| 16 dicembre 1979 12ª giornata | Pietrasanta | 2 – 2 | Lucchese |  |

| 30 dicembre 1979 13ª giornata | Lucchese | 2 – 2 | Siena |  |

| 6 gennaio 1980 14ª giornata | Savona | 0 – 1 | Lucchese |  |

| 13 gennaio 1980 15ª giornata | Città di Castello | 0 – 0 | Lucchese |  |

| 20 gennaio 1980 16ª giornata | Lucchese | 1 – 0 | Imperia |  |

| 27 gennaio 1980 17ª giornata | Prato | 2 – 1 | Lucchese |  |

#### Girone di ritorno
| 3 febbraio 1980 18ª giornata | Lucchese | 1 – 0 | Spezia |  |

| 11 febbraio 1980 19ª giornata | Montecatini | 2 – 1 | Lucchese |  |

| 17 febbraio 1980 20ª giornata | Lucchese | 1 – 1 | Cerretese |  |

| 24 febbraio 1980 21ª giornata | Sansepolcro | 1 – 1 | Lucchese |  |

| 2 marzo 1980 22ª giornata | Lucchese | 1 – 1 | Grosseto |  |

| 9 marzo 1980 23ª giornata | Pavia | 2 – 0 | Lucchese |  |

| 16 marzo 1980 24ª giornata | Rondinella | 1 – 0 | Lucchese |  |

| 23 marzo 1980 25ª giornata | Lucchese | 0 – 0 | Sangiovannese |  |

| 30 marzo 1980 26ª giornata | Carrarese | 0 – 0 | Lucchese |  |

| 13 aprile 1980 27ª giornata | Lucchese | 1 – 0 | Albese |  |

| 20 aprile 1980 28ª giornata | Derthona | 1 – 1 | Lucchese |  |

| 27 aprile 1980 29ª giornata | Lucchese | 2 – 0 | Pietrasanta |  |

| 11 maggio 1980 30ª giornata | Siena | 1 – 0 | Lucchese |  |

| 18 maggio 1980 31ª giornata | Lucchese | 2 – 1 | Savona |  |

| 25 maggio 1980 32ª giornata | Lucchese | 2 – 0 | Città di Castello |  |

| 1º giugno 1980 33ª giornata | Imperia | 5 – 3 | Lucchese |  |

| 8 giugno 1980 34ª giornata | Lucchese | 1 – 0 | Prato |  |